# Pelin Bilgiç
Pelin Bilgiç (Mersina, 15 luglio 1994) è una cestista turca.

## Carriera
Con la Turchia ha disputato tre edizioni dei Campionati europei (2017, 2019, 2021).